# Claude Hamonet
Pour les articles homonymes, voir Hamonet.
Claude Hamonet est un médecin anthropologue français, professeur de médecine physique et de réadaptation, spécialiste du Syndrome d'Ehlers-Danlos

## Biographie
Claude Hamonet est le petit-fils du peintre Léon Hamonet. Il soutient en 1992 sa thèse pour l’obtention du doctorat en anthropologie sociale : Handicapologie et anthropologie.
Professeur émérite des Universités, ex-Expert agréé par la Cour de Cassation, Professeur émérite à la Faculté de Médecine de Créteil, ex-praticien attaché à l’Hôpital Raymond Poincaré, ex-médecin à l’Hôtel-Dieu de Paris (Consultation du Syndrome d'Ehlers-Danlos). Il consulte au centre de santé Ellasanté, à Paris dans le cadre du Syndrome d'Ehlers-Danlos.

## Publications (sélection)
- avec Jean-Noël Heuleu : Abrégé de rééducation fonctionnelle et de réadaptation, 2e édition revue et corrigée, Paris, Masson, 1978, 242 p.  (ISBN 2-225-48543-7).
- Les personnes handicapées, Paris, Presses universitaires de France, coll. « Que sais-je ? », 1990, 125 p.  (ISBN 2-13-043354-5) ; 7e édition mise à jour sous le titre Les personnes en situation de handicap, 2012, 127 p.  (ISBN 978-2-13-059505-2).
- avec Teresa Magalhães : Système d'identification et de mesure des handicaps (SIMH) : manuel pratique : une proposition d'identification quantifiée internationale des éléments constitutifs des handicaps, Paris,  Eska, 2001, 151 p.  (ISBN 2-86911-975-5).
- Lettre à Monsieur Jacques Chirac, Président de la République française, à propos du handicap et des personnes qui vivent des situations de handicap, Paris, Connaissances et savoirs, 2004, 28 p.  (ISBN 2-7539-0012-4).
- avec Marie de Jouvencel : Handicap : des mots pour le dire, des idées pour agir, Paris, Connaissances et savoirs, 2005, 170 p.  (ISBN 2-7539-0014-0).
- Prévenir et guérir le mal de dos : un autre regard, illustrations de Sophie Rochard, Paris, Odile Jacob, coll. « Pratique », 2007, 176 p.  (ISBN 978-2-7381-2020-5).
- avec Élodie Vlamynck : 
  - « Les traitements orthétiques des syndromes d’Ehlers-Danlos », dans Les Cahiers de la compression et de l’orthopédie, n° 1, premier semestre 2012.
  - « Le pied dans le syndrome d'Ehlers-Danlos (SED) hypermobile (type III) : Apport des orthèses plantaires. Étude avec 100 personnes », dans Le Journal de l'Orthopédie, vol. 13, n° 44, 2012, p. 1975-1980.
- (en) avec Jean-David Zeitoun : « From ignorance to denial about an orphan, but no rare, genetic disease; Ehlers-Danlos Syndrome (EDS type III) » dans Journal of nursing Education and Practice, vol. 2, n° 4, novembre 2012, p. 86-91 Lire en ligne.
- Ehlers-Danlos : la maladie oubliée par la médecine, Paris, L'Harmattan, 2018, 265 p.  (ISBN 978-2-343-15245-5).